# Rana asiatica
Rana asiatica es una especie de anfibio anuro perteneciente a la familia Ranidae.

## Distribución geográfica
Se distribuye por China, Kazajistán y Kirguistán.